# Arqueobatracis
Els arqueobatracis (Archaeobatrachia) són un subordre d'amfibis de l'ordre Anura que comprèn 28 espècies entre granotes i gripaus.
Es troba present a Euràsia, Nova Zelanda, les Filipines i Borneo.

## Taxonomia
- Ascaphidae
- Bombinatoridae
- Discoglossidae
- Leiopelmatidae